# Mental Vortex
Mental Vortex es el cuarto álbum de estudio de la banda de thrash metal suiza Coroner. Fue publicado en el año 1991 bajo la compañía discográfica Noise Records. La portada del álbum fue diseñada por Robert Bloch quien la diseñó al escribir su novela "Psycho". Se publicó un video para el tema "I Want You (She's So Heavy)" la cual es una canción versionada originalmente escrita por The Beatles.
El álbum contiene en su alineación al trío conformado por Ron Royce en el bajo y la voz, Tommy Baron en la guitarra y a Marquis Marky en la batería. Coroner ha mantenido esta alineación desde antes del lanzamiento de su debut "R.I.P." en 1987.  

## Lista de canciones
Todas las letras escritas por Marquis Marky.
| N.º | Título                           | Duración |  |
| 1.  | «Divine Step (Conspectu Mortis)» | 7:05     |  |
| 2.  | «Son Of Lilith»                  | 6:55     |  |
| 3.  | «Semtex Revolution»              | 5:31     |  |
| 4.  | «Sirens»                         | 4:56     |  |
| 5.  | «Metamorphosis»                  | 5:35     |  |
| 6.  | «Pale Sister»                    | 4:55     |  |
| 7.  | «About Life»                     | 5:18     |  |
| 8.  | «I Want You (She's So Heavy)»    | 7:15     |  |

## Créditos
• Ron Royce (bajo y voz). 
• Tommy Baron (guitarra). 
• Marquis Marky (batería).